# ローランド・ベルガー
ローランド・ベルガー（Roland Berger GmbH）は、ドイツ・ミュンヘンを本拠とする、ヨーロッパで最大の経営戦略コンサルティングファーム。
旧会長のローランド・ベルガー(de:Roland Berger)が1967年に設立。現在、世界34カ国に53のオフィスを展開し、3,500人強のコンサルタントを擁している。

## 日本法人
1991年（平成3年）に開設され、現在では約150名のコンサルタントを擁するに至っている。
所在地は、東京都港区虎ノ門の虎ノ門ヒルズ、ステーションタワー35階。現在の日本代表は大橋譲である。

## 概要
1967年にドイツで設立。創業者のローランド・ベルガーは、ドイツを始めEU経済圏にて最も影響力を持つビジネスパーソンの一人。独ゲアハルト・シュレーダー首相（1998〜2005）やアンゲラ・メルケル首相（2005〜2021）によるドイツ政府経済相要請を断り、長年側近としてアドバイザリーを務めた他、ビジネススクールINSEADのボードメンバーやソニー、フィアット、ドイツ銀行、ブラックストーン・グループ、FCバイエルン・ミュンヘン等、様々な業界でアドバイザリーボードを勤めていることでも知られる。
コーポレイトビジョンとして「Creative strategies that work（結果と実効性を伴う創造的な戦略策定）」を掲げている通り、マネジメントコンサルティングに特化したコンサルティングサービスを提供している。クライアントの業界としては、消費財、自動車などの製造業、再生エネルギー、医薬、化学、金融、流通、運輸、ITなど幅広い業界で実績を保有。プロジェクトのテーマとしては、全社戦略、企業再生、ブランド・マーケティング戦略、BRICS・新興国戦略、営業改革、新規事業戦略等が多いとされる。
また、ヨーロッパを出自としている為、米国系コンサルティングファームとは異なるカルチャーを持つとも言われている。具体的には、短期的な企業価値向上・株主価値向上ではなく長期的な視点での成長を志向する事、経営学のセオリーに偏ったトップダウンアプローチを採るのではなく企業の文化・社員の意思を尊重する事、アントレプレナーシップを尊重する企業文化などが挙げられる。

## 主な出版物
- 『日本型インダストリー4.0』：日本経済新聞出版社
- 『ＬＦＰ－企業が「並外れた敏捷性」を手に入れる１０の原則』：PHP研究所
- 『350兆円市場を制するグリーンビジネス戦略』：東洋経済新報社
- 『脱『ケイレツ』経営　〜日中連合を足がかりに世界市場に挑む〜 』：日経BP社
- 『一歩先のクラウド戦略』：東洋経済新報社
- 『競争力の原点』：PHP研究所
- 『現場論』：東洋経済新報社
- 『現場力復権』：東洋経済新報社
- 『プレミアム戦略』：東洋経済新報社
- 『見える化』：東洋経済新報社
- 『現場力を鍛える』：東洋経済新報社
- 『ねばちっこい経営』：東洋経済新報社
- 『顧客力を高める』：東洋経済新報社
- 『経営の構想力』：東洋経済新報社
- 『自動車部品産業これから起こる7つの大潮流』：日経BP社
- 『自動車部品産業 生き残りへの8つの課題』：日経BP社
- 『リストラクチャリング』：東洋経済新報社
- 『2030年アパレルの未来　日本企業が半分になる日』：東洋経済新報社
- 『2030年ビジネスの未来地図　これからを生き抜くための戦い方』：PHP研究所
- 『ロジスティクス４．０』：日本経済新聞出版社
- 『サプライウェブ　次世代の商流・物流プラットフォーム』：日本経済新聞出版社
- 『DXビジネスモデル　80事例に学ぶ利益を生み出す攻めの戦略 できるビジネスシリーズ』：インプレス

## 主な出身者
- 遠藤功（ローランド・ベルガー日本法人元会長、元早稲田大学大学院商学研究科（ビジネススクール）教授）
- 水留浩一（あきんどスシロー 代表取締役社長）
- 西浦裕二（アクサ生命保険元取締役会長、アクサ損害保険元取締役会長、三井住友トラストクラブ代表取締役会長）
- 足立光（日本マクドナルド上席執行役員・CMO、元シュワルツコフヘンケル代表取締役社長）
- 森洋介（衆議院議員、クロスバトンズ創業者・元代表取締役社長）